# Тулунський район
Тулунський район (рос. Тулунский район) — адміністративно-територіальна одиниця (муніципальний район) Іркутської області Сибірського федерального округу Росії.
Адміністративний центр — місто Тулун (до складу району не входить).

## Географія
Тулунський район розташований в західній частині Іркутської області, межує з Нижньоудинським, Братським, Куйтунським та Зимінським районами. Площа території - 13 561 км². Південь району займають Тулгутуйський, Шитсикий, Окинський хребти Східного Саяна, північну частину - Іркутськ-Черемховська рівнина.
Клімат різко континентальний. Середньорічна температура повітря становить -1,8...+ 3,5 °С, середня температура січня -20,5...-22,8 °С, липня +15,1...17,3 °С.

## Історія
Тулунський район утворений 28 червня 1926 року, коли постановою ВЦВК Іркутська губернія була скасована і утворені три округи в складі Сибірського краю. Тулунський округ був розділений на 7 районів, включаючи Тулунський.
У 1950-ті роки в рамках постанови Ради Міністрів СРСР від 17 січня 1955 «Про набір в Китайській Народній Республіці робочих для участі в комуністичному будівництві та трудового навчання в СРСР» на підприємствах і будівництвах району працювали китайські робітники .
17 квітня 1959 року до Тулунського району був приєднаний Тангуйський район.

## Економіка
Основними галузями економіки Тулунського району є промисловість та сільське господарство .

### Промисловість
Промисловість району представлена виробництвом будівельних матеріалів та вуглевидобутком, яка займає основне місце в структурі промислового виробництва.

### Сільське господарство
Значну частку валового продукту району займає продукція сільського господарства, що підтверджує аграрну специфіку території. Тулунський район є найбільшою житницею Приангар'я, район дає 1/6 сільськогосподарської продукції Іркутської області. В районі ведуть сільськогосподарську діяльність 50 селянських (фермерських) господарств та 5 сільськогосподарських підприємств, два з яких (ЗАТ «Моноліт», ТОВ «Паризьке») є великими товаровиробниками, інші ставляться до малих підприємств (СПК «Андріївський», ТОВ «Шубінський», ТОВ «Урожай»), число особистих підсобних господарств - 9942. Також діють 4 сільськогосподарських споживчих кооперативи.

### Транспорт
Через територію району проходять Транссибірська залізнична магістраль, Московський тракт (федеральна автомагістраль «Сибір») і автодорога Тулун - Братськ.